# Windsor (pueblo)
Windsor es un pueblo ubicado en el condado de Broome en el estado estadounidense de Nueva York. En el año 2000 tenía una población de 6.421 habitantes y una densidad poblacional de 27.1 personas por km².

## Demografía
Según la Oficina del Censo en 2000 los ingresos medios por hogar en la localidad eran de $46,043, y los ingresos medios por familia eran $61,028. Los hombres tenían unos ingresos medios de $41,224 frente a los $35,028 para las mujeres. La renta per cápita para la localidad era de $28,182. Alrededor del 5.9% de la población estaban por debajo del umbral de pobreza.